# Ptychadena upembae
Espèce
Synonymes
- Rana upembae Schmidt & Inger, 1959
- Ptychadena upembae machadoi Laurent, 1964

Statut de conservation UICN

 LC  : Préoccupation mineure
Ptychadena upembae est une espèce d'amphibiens de la famille des Ptychadenidae.

## Répartition
Cette espèce est endémique du centre-Sud de l'Afrique. Elle se rencontre :
- dans l'est de l'Angola ;
- au Malawi ;
- dans le nord du Mozambique ;
- dans le sud de la République démocratique du Congo dans la province du Katanga ;
- en Zambie.

## Étymologie
Cette espèce est nommée en référence au lieu de sa découverte, le parc national de l'Upemba.

## Publication originale
- Schmidt & Inger, 1959 : Exploration du Parc National de l'Upemba. Mission G.F. de Witte en collaboration avec W. Adam, A. Janssens, L. van Meel et R. Verheyen (1946-1949). Amphibians, fasc. 56, p. 1–264.